# 1963年リンドン・ジョンソン大統領就任式
第36代アメリカ合衆国大統領のリンドン・B・ジョンソンの就任式は、前任のジョン・F・ケネディが暗殺された1963年11月22日金曜にテキサス州ダラスのダラス・ラブフィールド空港の大統領専用機の中で行われた。これは史上8度目となる臨時の就任式であり、ジョンソンの最初の大統領任期（1年59日）の始まりであった。

## ジョン・F・ケネディ暗殺
1963年11月22日午後12時30分（中部標準時）、ケネディはダラスで妻のジャクリーンと共に大統領車に乗っているところを銃撃された。ジョンソン副大統領は妻のレディ・バード・ジョンソン、テキサス州上院議員のラルフ・ヤーボローと共にケネディの後続車に乗っていた。発砲直後、ジョンソンはシークレットサービスエージェントのルーファス・ヤングブラッドによって守られ、大統領と副大統領の車両は共にパークランド記念病院へと急いだ。
当初、ジョンソンは銃撃されて腕に軽傷を負った、または再び心筋梗塞を起こしたのではないかという報道がなされた（ジョンソンは8年前にも心筋梗塞で死の淵に瀕した）。ジョンソン夫人は記者団に対し、彼は元気であり、見た光景に動揺しただけで怪我も病気もしていないことを公表した。 
病院ではジョンソンはシークレットサービスのエージェントたちに囲まれ、彼も暗殺される恐れがあるためにワシントンD.C.に戻るよう勧められた。ジョンソンはケネディの安否がわかるまで待機を望んだが、午後1時20分にケネディの死が知らされると約20分後に病院を出発した。

## ダラス・ラブフィールド空港

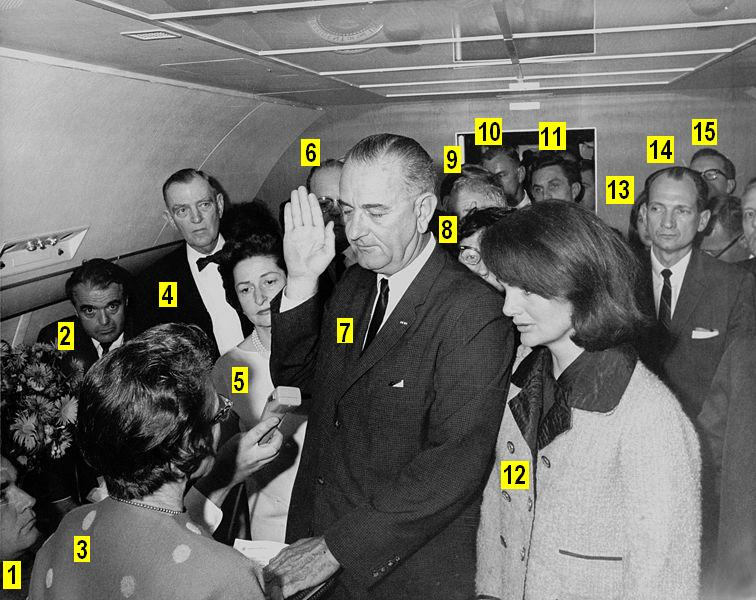
ジョン・F・ケネディ暗殺後、テキサス州ダラスの大統領専用機で宣誓するリンドン・B・ジョンソン。写真に写っているのは以下の通り:
(#1) マルコム・キルダフ (報道官)、
(#2) ジャック・ヴァレンティ (メディアアドバイザー)、
(#3) サラ・T・ヒューズ判事、
(#4) アルバート・リチャード・トーマス議員、
(#5) レディ・バード・ジョンソン、
(#6) ジェシー・カリー (ダラス警察局長)、
(#7) リンドン・B・ジョンソン、
(#8) エベリン・リンカーン (ジョン・F・ケネディの個人秘書)、
(#9) ホーマー・ソーンベリー議員、
(#10) ロイ・ケラーマン (シークレットサービス)、
(#11) レム・ジョンズ (シークレットサービス)、
(#12) ジャクリーン・ケネディ、
(#13) パメラ・ターニューア (ジャクリーン・ケネディの報道秘書)、
(#14) ジャック・ブルックス議員、
(#15) ビル・モイヤーズ (平和部隊副長官)。撮影はセシル・W・ストウトン。

この時点でジョンソンの2人の娘（リンダ・バード・ジョンソンとルーシー・ベインズ・ジョンソン）がシークレットサービスの保護対象となり、ジョンソン新大統領は通信機器が充実している大統領専用機での出発が決まった。ジョンソンは覆面パトカーでダラス・ラブフィールド空港まで移動し、その最中は車の窓より低い位置を保った。
ジョンソンは夫の遺体を残してダラスを離れるのを拒むジャクリーンが大統領専用機に到着するのを待った。ケネディの棺はようやく機内に運ばれたが、ジョンソンの宣誓まで離陸は延ばされた。
ダラスでの検視を主張するアール・ローズ検視官の意向に反してシークレットサービスはパークランド病院からケネディの遺体を持ち出したため、ダラス警察による大統領専用機の離陸阻止が懸念された。
ジョンソンは長年の友人であるサラ・T・ヒューズ連邦地方判事を宣誓挙行者に指名した。ジョンソンは以前にヒューズを連邦判事に推薦していたが、彼女の高齢（当時65歳）を理由とする司法省の助言を受けたロバート・F・ケネディにより拒否された。しかしながらその数週間後にその決定を覆してヒューズが任命されると、ジョンソンは自分に相談がなかったことに激怒した。

### 大統領専用機での就任式
大統領専用機の12×15フィートの客室に27人が押し込められて就任式が行われた。飛行機が迅速に離陸するために外部電源から切り離されたためエアコンが機能していなかったことも不快感を増加させた。就任式が進むにつれ、大統領専用機の4つのジェットエンジンの出力が増した。
ウォーレン委員会の報告書は就任式の様子を次のように詳述している:
新大統領は大統領専用機からロバート・F・ケネディ司法長官に電話をかけ、彼は飛行機がダラスを発つ前にジョンソン氏が大統領宣誓をするように助言した。サラ・T・ヒューズ連邦判事が急いで飛行機に駆けつけ、宣誓を執り行った。大統領派と副大統領派の面々が飛行機の中央コンパートメントを埋め尽くし、宣誓を見守った。午後2時38分（中部標準時）、リンドン・ベインズ・ジョンソンは第36代アメリカ合衆国大統領として宣誓した。ケネディ夫人とジョンソン夫人は新大統領が宣誓する際に傍らに立っていた。それから9分後に大統領専用機はワシントンD.C.に向けて出発した。
これは史上初めて女性が宣誓挙行者を務めた就任式であり、また同時に史上初めて飛行機の中で行われた事例でもある。ジョンソンは通常の聖書の代わりにケネディの大統領専用機の寝室のサイドテーブルにあったミサ典書を使って宣誓した。宣誓後にジョンソンは妻の額にキスをした。その後ジョンソン夫人はジャクリーン・ケネディの手を取り、「全国民があなたの夫を悼んでいます」と伝えた。
この就任式とほぼ同時にCBSのアンカーのウォルター・クロンカイトはケネディの公式な死亡確認とそれに続くジョンソンの大統領就任を伝えるAP通信の電報を放送で読み上げた。放送通信博物館の『エンサイクロペディア・オブ・テレビジョン』によるとアメリカの放送局らはその日の午後の懸命の報道の中で彼を「ジョンソン大統領」と呼ぶように「努力」したという。
有名な就任式の写真はジョン・F・ケネディの公式カメラマンであるセシル・W・ストウトンによって撮影されたものである。ストウトンの提案により、ジョンソンは妻とジャクリーン・ケネディに挟まれ、またジャクリーンはそのピンクのシャネル・スーツについた血痕が映り込まないようにカメラから少し離れた方を向いた。写真はハッセルブラッドのカメラで撮影された。就任式の様子はホワイトハウス報道官のマルコム・キルダフがディクタフォンを使って録音した。

## 余波

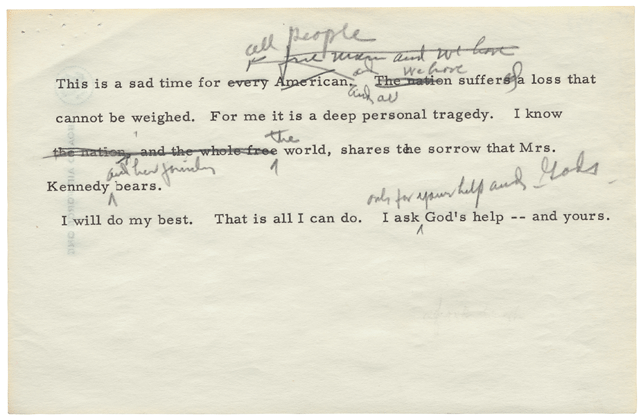
ジョンソンの声明文

アンドリュース空軍基地への飛行途中にジョンソンはローズ・ケネディ（ジョン・F・ケネディの母）やネリー・コナリー（ジョン・コナリーの妻）らに何度も無線電話をかけた。またすべての閣僚に留任を要請する決定を下し、また議会の両党指導者とすぐに面会する手配をした。
ジョンソンはまたジャック・ヴァレンティ、ビル・モイヤーズ、リズ・カーペンターにその日の出来事についての簡単な声明文を書かせ、それに自ら少しずつ手を加えた。午後6時10分、議会の指導者たちが集まるアンドリュース基地に到着したジョンソンは既に用意されていたマイクの前に立ち、大統領としての初めての公式声明を発表した:
これは全ての人々にとっての悲しみの時だ。我々は計り知れないほどの損失を被った。私にとっては、これは深い個人的な悲劇だ。ケネディ夫人とその家族の悲しみを全世界が共有していると私は思う。私は全力をつくす。皆の助け、そして神のご加護を願う。
空軍基地では声を張り上げなければ聞き取れなかったのだが、ジョンソンは後に自分の声が激しく、強引に聞こえてしまっていたと後悔した。